# Park Kun
Park Kun (パク・ゴン) là một cầu thủ bóng đá Hàn Quốc. Hiện tại anh thi đấu cho Thespakusatsu Gunma.

## Thống kê câu lạc bộ
Cập nhật đến ngày 23 tháng 2 năm 2017.
| Thành tích câu lạc bộ | Thành tích câu lạc bộ | Thành tích câu lạc bộ | Giải vô địch | Giải vô địch | Cúp                   | Cúp                   | Tổng cộng | Tổng cộng |
| Mùa giải              | Câu lạc bộ            | Giải vô địch          | Số trận      | Bàn thắng    | Số trận               | Bàn thắng             | Số trận   | Bàn thắng |
| Nhật Bản              | Nhật Bản              | Nhật Bản              | Giải vô địch | Giải vô địch | Cúp Hoàng đế Nhật Bản | Cúp Hoàng đế Nhật Bản | Tổng cộng | Tổng cộng |
| --------------------- | --------------------- | --------------------- | ------------ | ------------ | --------------------- | --------------------- | --------- | --------- |
| 2013                  | Avispa Fukuoka        | J2 League             | 31           | 0            | 0                     | 0                     | 31        | 0         |
| 2014                  | Avispa Fukuoka        | J2 League             | 35           | 1            | 0                     | 0                     | 35        | 1         |
| 2015                  | Avispa Fukuoka        | J2 League             | 3            | 0            | –                     | –                     | 3         | 0         |
| 2015                  | Nagano Parceiro       | J3 League             | 19           | 1            | 2                     | 0                     | 21        | 1         |
| 2016                  | Nagano Parceiro       | J3 League             | 2            | 0            | –                     | –                     | 2         | 0         |
| 2016                  | Thespakusatsu Gunma   | J2 League             | 21           | 1            | 1                     | 0                     | 22        | 1         |
| Tổng                  | Tổng                  | Tổng                  | 111          | 3            | 3                     | 0                     | 114       | 3         |